# Klątwa Tutanchamona
Klątwa Tutanchamona – miejska legenda powstała po nagłej śmierci lorda Carnarvona kilka miesięcy po odkryciu w 1922 roku grobowca faraona Tutanchamona w Dolinie Królów, mająca tłumaczyć serię rzekomo tajemniczych zgonów osób związanych z ekspedycją jako karę za zakłócenie spoczynku władcy.

## Legenda

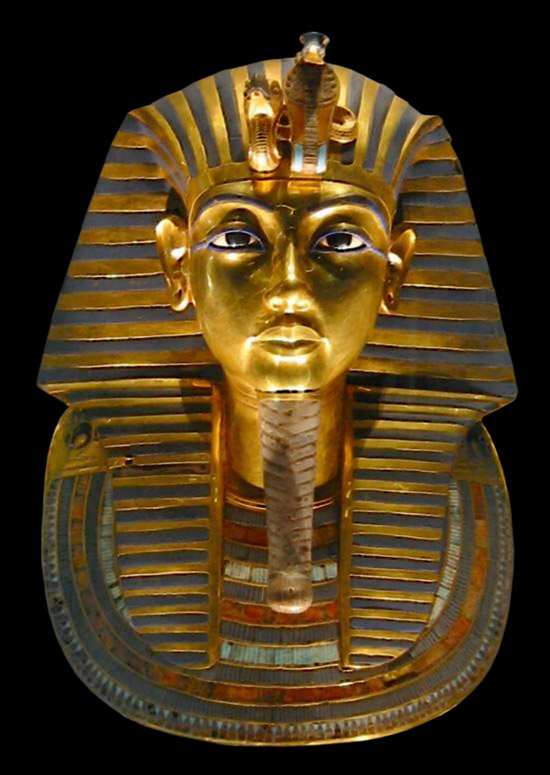
Wydobyta z grobowca złota maska Tutanchamona

George Herbert, 5. hrabia Carnarvon i współodkrywca grobowca Tutanchamona, niecałe sześć miesięcy po jego odkopaniu zmarł nagle w Kairze. Zgodnie z treścią legendy, archeologowie w trakcie swojej pracy mieli zignorować wyrytą na drzwiach grobowca inskrypcję, która zawierała klątwę grożącą śmiercią osobom zakłócającym wieczny sen króla. Wkrótce potem kobra, święty wąż faraonów, miała pożreć kanarka należącego do drugiego kierownika ekspedycji, Howarda Cartera. W dniu śmierci hrabiego Carnarvona jego pies miał głośno zawyć i zdechnąć, a w całym Kairze wysiadła elektryczność.
Nagły zgon hrabiego Carnarvona miał zapoczątkować serię tajemniczych śmierci osób związanych z odkryciem grobowca. W 1930 roku spośród osób biorących udział przy odkopywaniu grobu przy życiu pozostał już tylko Howard Carter. Prasa nieustannie donosiła o kolejnych ofiarach klątwy, których miało być łącznie ponad 20. Sprawę rzuconych rzekomo na grobowiec przez egipskich kapłanów klątw nagłaśniał także słynny pisarz Arthur Conan Doyle, będący zwolennikiem teorii spirytystycznych. Wśród nazwisk wymieniano m.in. obecnego przy otwarciu komory grobowej A.C. Mace’a, przyrodniego brata hrabiego Carnarvona Aubreya Herberta, prześwietlającego mumię promieniami Roentgena Douglasa Reida, egiptologa Artura Weigalla, a także lorda Westbury i jego syna. W ciągu kilku lat wszyscy oni zmarli w wyniku chorób, wypadków lub popełnili samobójstwa.

## Wytłumaczenie

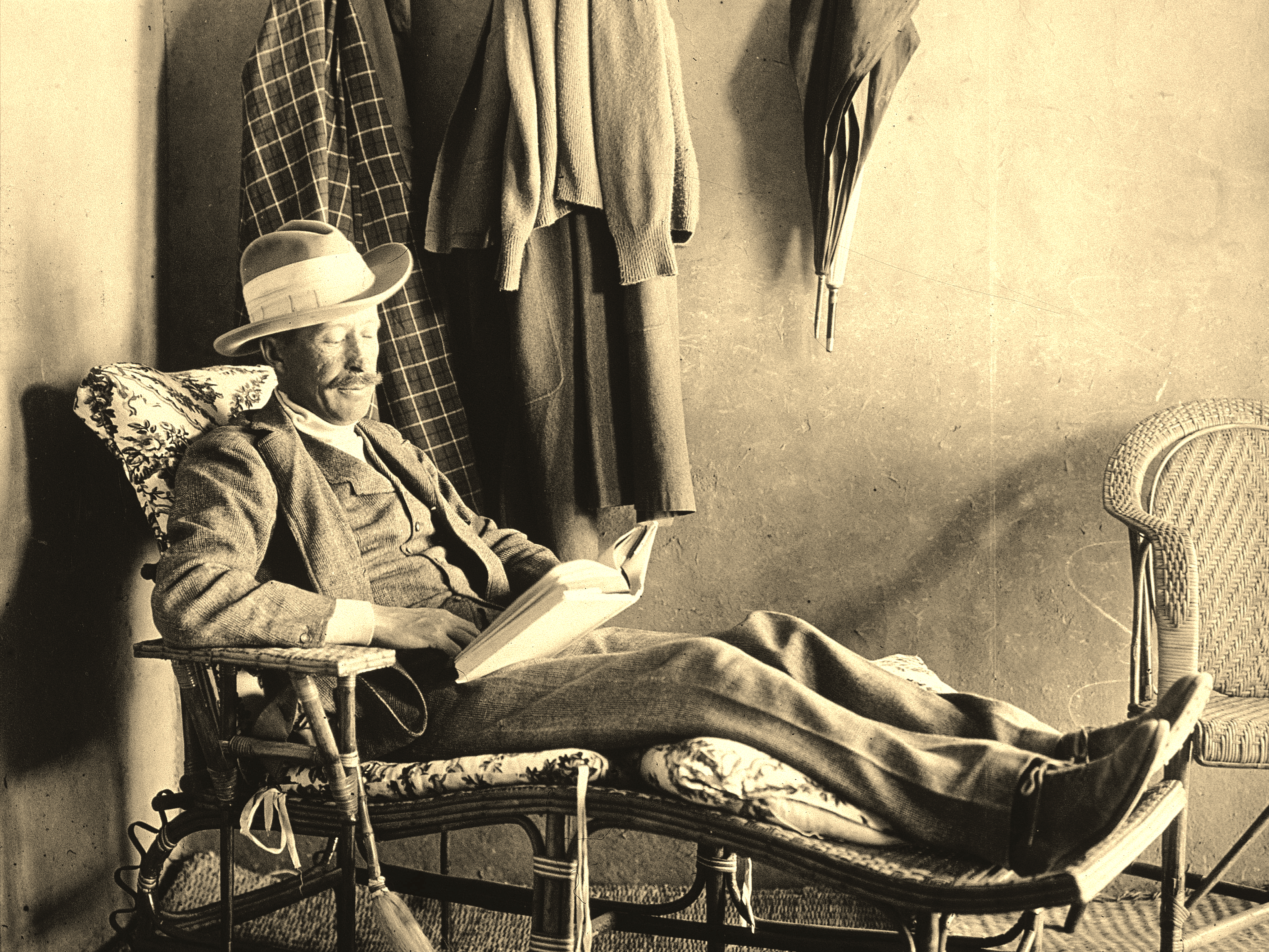
Hrabia Carnarvon, zmarły sześć miesięcy po odkryciu grobowca na skutek komplikacji zdrowotnych po ukąszeniu moskita

Legenda o „klątwie faraona” została stworzona w latach 20. przez szukającą sensacji prasę. W rzeczywistości jest wytłumaczalna bez odwoływania się do interwencji czynników nadprzyrodzonych, a wiele zawartych w niej informacji jest nieprawdziwych. Hrabia Carnarvon był poważnie chory już przed wyjazdem do Egiptu, a jego śmierć wywołana była bezpośrednio ukąszeniem komara. Także A.C. Mace od dłuższego czasu chorował i z powodu problemów zdrowotnych w pewnym momencie zrezygnował z udziału w wykopaliskach. Opowieść jest często niespójna: pożarcie przez kobrę kanarka Cartera w zależności od wariantu opowieści różni się czasem i miejscem, umiejscawiane jest m.in. w dniu otwarcia grobowca lub śmierci hrabiego Carnarvona. Także śmierć psa hrabiego Carnarvona umieszczana jest niekonsekwentnie raz w jego domu w Londynie, innym razem w Kairze. Awarie energii elektrycznej w ówczesnym Kairze zdarzały się regularnie, zaś awaria w dniu śmierci hrabiego Carnarvona objęła tylko niewielką część miasta i nastąpiła już po jego zgonie. Prezentowane listy ofiar różnią się między sobą i często wciągane są na nie osoby niemające związku z odkryciem grobowca. Zaliczeni do grona zmarłych na skutek klątwy lord Westbury i jego syn nie byli w żaden sposób związani z ekspedycją i mumią. Na liście znalazł się także bliżej nieokreślony kustosz British Museum, w którym w rzeczywistości nie było żadnych przedmiotów pochodzących z grobowca. W doniesieniach prasowych za ofiarę faraona uznany został nawet zmarły w Ameryce przypadkowy człowiek nazwiskiem Carter, tylko z powodu zbieżności nazwiska z odkrywcą grobu. Nie wiadomo też, dlaczego klątwie miałby ujść sam Howard Carter, który zmarł dopiero w 1939 roku.
Opowieść o wyrytej na drzwiach grobowca klątwie jest nieprawdziwa. Przekleństwa rzucane na rabusiów grobów zdarzały się niezwykle rzadko i znajdowane są tylko w nielicznych miejscach, a większość inskrypcji zawiera jedynie życzenia dobrego życia pozagrobowego dla zmarłego. W grobowcu Tutanchamona żadnej inskrypcji z przekleństwami w ogóle nie było. Spekuluje się, iż część zgonów tłumaczonych „klątwą” mogły wywołać obecne w komorze grobowej jakieś rodzaje uśpionych bakterii lub grzybów, jak również możliwe radioaktywne związki chemiczne.
Sam Howard Carter publicznie zaprzeczał istnieniu jakiejkolwiek „klątwy”, porównując ją do historyjek o duchach. Także niemiecki archeolog Georg Steindorff po zbadaniu sprawy zdementował w roku 1933 legendę o klątwie, potwierdzając brak rzekomej inskrypcji w grobowcu i dowodząc, iż nazwiska ofiar zostały zestawione przypadkowo.